# 954 Li
Li (asteroide 954) é um asteroide da cintura principal com um diâmetro de 58,03 quilómetros, a 2,612979 UA. Possui uma excentricidade de 0,1671113 e um período orbital de 2 029,63 dias (5,56 anos).
Li tem uma velocidade orbital média de 16,81582871 km/s e uma inclinação de 1,16539º.
Este asteroide foi descoberto em 4 de Agosto de 1921 por Karl Reinmuth.